# حصالنة (قلنسية)

تعديل مصدري - تعديل

حصالنة هي إحدى قرى عزلة قلنسية وعبد الكوري بمديرية قلنسية وعبد الكوري التابعة لمحافظة أرخبيل سقطرى، بلغ تعداد سكانها 48 نسمة حسب تعداد اليمن لعام 2004.